# なつかしゃのシマ
『なつかしゃのシマ』は、日本の歌手、中孝介のファーストミニアルバム。アジア版タイトルは『触動心弦』（Chu Dong Xin Xian）。

## 収録曲
| 01 | 家路                                           | 作詞・作曲：江崎とし子 編曲：羽毛田丈史                              | 5:09 |
| 02 | 波の果てに                                     | 作詞：小林夏海 作曲・編曲：Solaya                                    | 4:58 |
| 03 | 手紙                                           | 作詞・作曲：桜井和寿 Mr.Childrenのカバー（アルバム『深海』に収録。） | 3:05 |
| 04 | 記憶 -Last Forever- feat. 韓雪 (中孝介 & 韓雪) | 作詞：西田恵美 作曲：松本俊明 編曲：松岡モトキ                       | 5:42 |
| 05 | ホノホシの風                                   | 作詞：小林夏海 作曲：Nao                                             | 5:34 |
| 06 | なつかしゃ                                     | 作詞・作曲：江崎とし子                                               | 5:16 |

## 演奏
- 中孝介：Vocal
- 羽毛田丈史：Piano (#1)
- 石川具幸：Bass (#1)
- 杉野寿之：Drums (#1)
- 西海孝：Guitar (#1)
- 梯郁夫：Percussion (#1)
- 金子飛鳥ストリングス：Strings (#1)
- 吉野友加：Irish Harp (#1)
- 渡辺貴浩：Organ (#2)
- 石成正人：Acoustic Guitar (#3.5)
- 竹内純：Strings Arrangement (#4)
- 竹内純ストリングス：Strings (#4)
- 伊藤隆博：Piano, Keyboards (#4)
- 沖山優司：Bass (#4)
- 村石雅行：Drums (#4)
- 松岡モトキ：Guitar (#4)
- 大儀見元：Percussion (#4)
- 阿部尚徳：Programming (#4)
- 江崎とし子：Piano (#6)
- 奄美大島大浜海岸：波の音 (#6)

## タイアップ
| 記憶 -Last Forever- feat. 韓雪 | 映画『上海の伯爵夫人』イメージソング |